# NGC 6744
NGC 6744 (другие обозначения — PGC 62836, ESO 104-42, AM 1905—635, IRAS19050-6354) — галактика в созвездии Павлин.
Этот объект входит в число перечисленных в оригинальной редакции «Нового общего каталога».
В галактике вспыхнула сверхновая SN 2005at типа Ic, её пиковая видимая звездная величина составила 16,0.